# Taesa S.A.
A Transmissora Aliança de Energia Elétrica S.A. – TAESA – é um dos maiores grupos privados de transmissão de energia elétrica do Brasil em termos de Receita Anual Permitida (RAP). A empresa é exclusivamente dedicada à construção, operação e manutenção de ativos de transmissão, com 11 062 km de linhas em operação e 2 514 km de linhas em construção, totalizando 13 576 km de extensão e 97 subestações. Além disso, possui ativos em operação com nível de tensão entre 230 e 525kV, presença em todas as 5 Regiões do país (18 Estados e o Distrito Federal) e um Centro de Operação e Controle localizado em Brasília. Atualmente a TAESA detém 39 concessões de transmissão: (i) 10 concessões que compõem a empresa holding (TSN, Novatrans, ETEO, GTESA, PATESA, Munirah, NTE, STE, ATE e ATE II); (ii) 10 investidas integrais (Brasnorte, ATE III, São Gotardo, Mariana, Miracema, Janaúba, Sant’Ana, São João, São Pedro e Lagoa Nova); e (iii) 19 participações (ETAU, Transmineiras e os Grupos AIE e TBE).
A  TAESA foi registrada na Bolsa de Valores de São Paulo (“B3”), Brasil, no dia 06/09/2006, no Nível 2 de Governança Corporativa. Suas ações são negociadas na B3 sob os códigos TAEE3 (ações ordinárias – ON), TAEE4 (ações preferenciais – PN) e TAEE11 (1 Unit = 1 ON + 2 PN). O controle acionário da TAESA é exercido pela Companhia Energética de Minas Gerais (“CEMIG”) e ISA Investimentos e Participações do Brasil S.A. (“ISA Brasil”), havendo acordo de acionistas entre os controladores, com participação de 63% no capital votante.